# Lekkoatletyka na Letnich Igrzyskach Olimpijskich 1948 – rzut dyskiem mężczyzn
Rzut dyskiem mężczyzn – był jedną z konkurencji lekkoatletycznych rozgrywanych podczas igrzysk olimpijskich w Amsterdamie. Zawody odbyły się w dniu 2 sierpnia 1948 roku na Stadionie Olimpijskim w Amsterdamie.Empire Stadium w Londynie. Wystartowało 28 zawodników z 18 krajów.

## Rekordy
Tabela uwzględnia rekordy uzyskane przed rozpoczęciem rywalizacji.
|                   | Zawodnik                        | Wynik   | Miejsce     | Data            |
| ----------------- | ------------------------------- | ------- | ----------- | --------------- |
| Rekord świata     | Stany Zjednoczone Robert Fitch  | 54,93 m | Minneapolis | 8 czerwca 1946  |
| Rekord olimpijski | Stany Zjednoczone Ken Carpenter | 50,48 m | Berlin      | 5 sierpnia 1936 |

## Terminarz
| Data            | Godzina |              |
| --------------- | ------- | ------------ |
| 2 sierpnia 1948 | 11:00   | Kwalifikacje |
| 2 sierpnia 1948 | 15:30   | Finały       |

## Wyniki
Minimum kwalifikacyjne wynosiło 46,00 m. Do finału awansowało dwunastu zawodników z najlepszymi wynikami.
| Pozycja | Zawodnik                  | Kraj              | Wynik | Uwagi |
| ------- | ------------------------- | ----------------- | ----- | ----- |
| 1.      | Adolfo Consolini          | Włochy            | 51,08 | Q     |
| 2.      | Giuseppe Tosi             | Włochy            | 50,56 | Q     |
| 3.      | Fortune Gordien           | Stany Zjednoczone | 48,40 | Q     |
| 4.      | Veikko Nyqvist            | Finlandia         | 47,75 | Q     |
| 5.      | Ivar Ramstad              | Norwegia          | 47,34 | Q     |
| 6.      | Nikolaos Syllas           | Grecja            | 47,03 | Q     |
| 7.      | Ferenc Klics              | Węgry             | 46,65 | Q     |
| 8.      | Stein Johnson             | Norwegia          | 46,54 | Q     |
| 9.      | Uno Fransson              | Szwecja           | 45,99 | q     |
| 10.     | Hermann Tunner            | Austria           | 45,92 | q     |
| 11.     | Eduardo Julve             | Peru              | 45,86 | q     |
| 12.     | Arvo Huutoniemi           | Finlandia         | 44,77 | q     |
| 13.     | William Burton            | Stany Zjednoczone | 43,78 |       |
| 14.     | Félix Erauzquin           | Hiszpania         | 43,66 |       |
| 15.     | Giorgio Oberweger         | Włochy            | 43,13 |       |
| 16.     | Danilo Žerjal             | Jugosławia        | 43,07 |       |
| 17.     | Manuel Consiglieri        | Peru              | 43,01 |       |
| 18.     | Emilio Malchiodi          | Argentyna         | 42,98 |       |
| 19.     | James Nesbitt             | Wielka Brytania   | 42,09 |       |
| 20.     | Vic Frank                 | Stany Zjednoczone | 42,00 |       |
| 21.     | Jack Brewer               | Wielka Brytania   | 41,95 |       |
| 22.     | Cummin Clancy             | Irlandia          | 40,73 |       |
| 23.     | Eric Coy                  | Kanada            | 39,53 |       |
| 24.     | Roger Verhaes             | Belgia            | 39,14 |       |
| 25.     | Laurence Reavell-Carter   | Wielka Brytania   | 38,04 |       |
| 26.     | Nazar Muhammad Khan Malik | Pakistan          | 36,23 |       |
| 26.     | Ahmed Zahur Khan          | Pakistan          | 36,23 |       |
| -       | An Yeong-han              | Korea Południowa  | NM    |       |
| -       | Aad de Bruyn              | Holandia          | DNS   | DNS   |
| -       | José Carvahal             | Hiszpania         | DNS   | DNS   |
| -       | Ignace Heinrich           | Francja           | DNS   | DNS   |
| -       | José Luis Torres          | Hiszpania         | DNS   | DNS   |
| -       | Raymond Kirstetter        | Francja           | DNS   | DNS   |
| -       | Gin Gang-hwan             | Korea Południowa  | DNS   | DNS   |
| -       | Mieczysław Łomowski       | Polska            | DNS   | DNS   |

### Finał
| Pozycja | Zawodnik         | Kraj              | Rezultat | Rezultat | Rezultat | Rezultat | Rezultat | Rezultat | Wynik | Uwagi |
| Pozycja | Zawodnik         | Kraj              | #1       | #2       | #3       | #4       | #5       | #6       | Wynik | Uwagi |
| ------- | ---------------- | ----------------- | -------- | -------- | -------- | -------- | -------- | -------- | ----- | ----- |
| 1.      | Adolfo Consolini | Włochy            | 49,87    | 52,78    | 47,94    | x        | 50,51    | 50,43    | 52,78 | OR    |
| 2.      | Giuseppe Tosi    | Włochy            | 51,78    | 48,81    | 50,11    | 50,09    | x        | 51,18    | 51,78 |       |
| 3.      | Fortune Gordien  | Stany Zjednoczone | 47,95    | 49,20    | 50,77    | x        | 48,74    | x        | 50,77 |       |
| 4.      | Ivar Ramstad     | Norwegia          | b.d.     | b.d.     | b.d.     | b.d.     | b.d.     | b.d      | 49,21 |       |
| 5.      | Ferenc Klics     | Węgry             | b.d.     | b.d.     | b.d.     | b.d.     | b.d.     | b.d      | 48,21 |       |
| 6.      | Veikko Nyqvist   | Finlandia         | b.d.     | b.d.     | b.d.     | b.d.     | b.d.     | b.d      | 47,33 |       |
| 7.      | Nikolaos Syllas  | Grecja            | b.d.     | b.d.     | b.d.     | b.d.     | b.d.     | b.d.     | 47,25 |       |
| 8.      | Stein Johnson    | Norwegia          | b.d.     | b.d.     | b.d.     | b.d.     | b.d.     | b.d.     | 46,54 |       |
| 9.      | Arvo Huutoniemi  | Finlandia         | b.d.     | b.d.     | b.d.     | b.d.     | b.d.     | b.d.     | 45,28 |       |
| 10.     | Uno Fransson     | Szwecja           | b.d.     | b.d.     | b.d.     | b.d.     | b.d.     | b.d.}    | 45,25 |       |
| 11.     | Hermann Tunner   | Austria           | b.d.     | b.d.     | b.d.     | b.d.     | b.d.     | b.d.     | 44,43 |       |
| 12.     | Eduardo Julve    | Peru              | b.d.     | b.d.     | b.d.     | b.d.     | b.d.     | b.d.     | 44,05 |       |